# Осташко, Николай Андреевич
Николай Андреевич Осташко (3 февраля 1935, Дивное, Ставропольский край — 12 августа 2013, Сарапул, Удмуртия) — советский и российский тренер по тяжёлой атлетике, Заслуженный тренер России.

## Биография
Родился в селе Дивное Ставропольского края в крестьянской семье. В 1945 году семья переехала в Грозный. После окончания школы поступил на заочное отделение педагогического института.
В 1961 году стал чемпионом РСФСР в весовой категории до 90 кг. По окончании спортивной карьеры начал работать тренером секции тяжёлой атлетики ДСО «Труд». За свою тренерскую карьеру подготовил около 100 мастеров спорта, среди которых мастер спорта международного класса, победитель Игр доброй воли, трёхкратный победитель кубка Советского Союза в тяжёлом весе Айнди Товсултанов, призёр первенства Европы среди юниоров Иса Мовсаров. Некоторое время у него тренировался рекордсмен мира Адам Сайдулаев.
В конце 1996 году из-за военных действий в Чечне переехал в Новочеркасск. Там он продолжил тренерскую работу, подготовив целый ряд мастеров тяжёлой атлетики и пауэрлифтинга.
Последние годы жил у сына в Сарапуле. Скончался 12 августа 2013 года.